# Fairchild 71
Die Fairchild 71 war ein ab Frühjahr 1928 produziertes Mehrzweckflugzeug des US-amerikanischen Herstellers Fairchild Aircraft Manufacturing Company, das ab Juli 1930 auch im kanadischen Fairchild-Werk in Longueuil gefertigt wurde.

## Geschichte

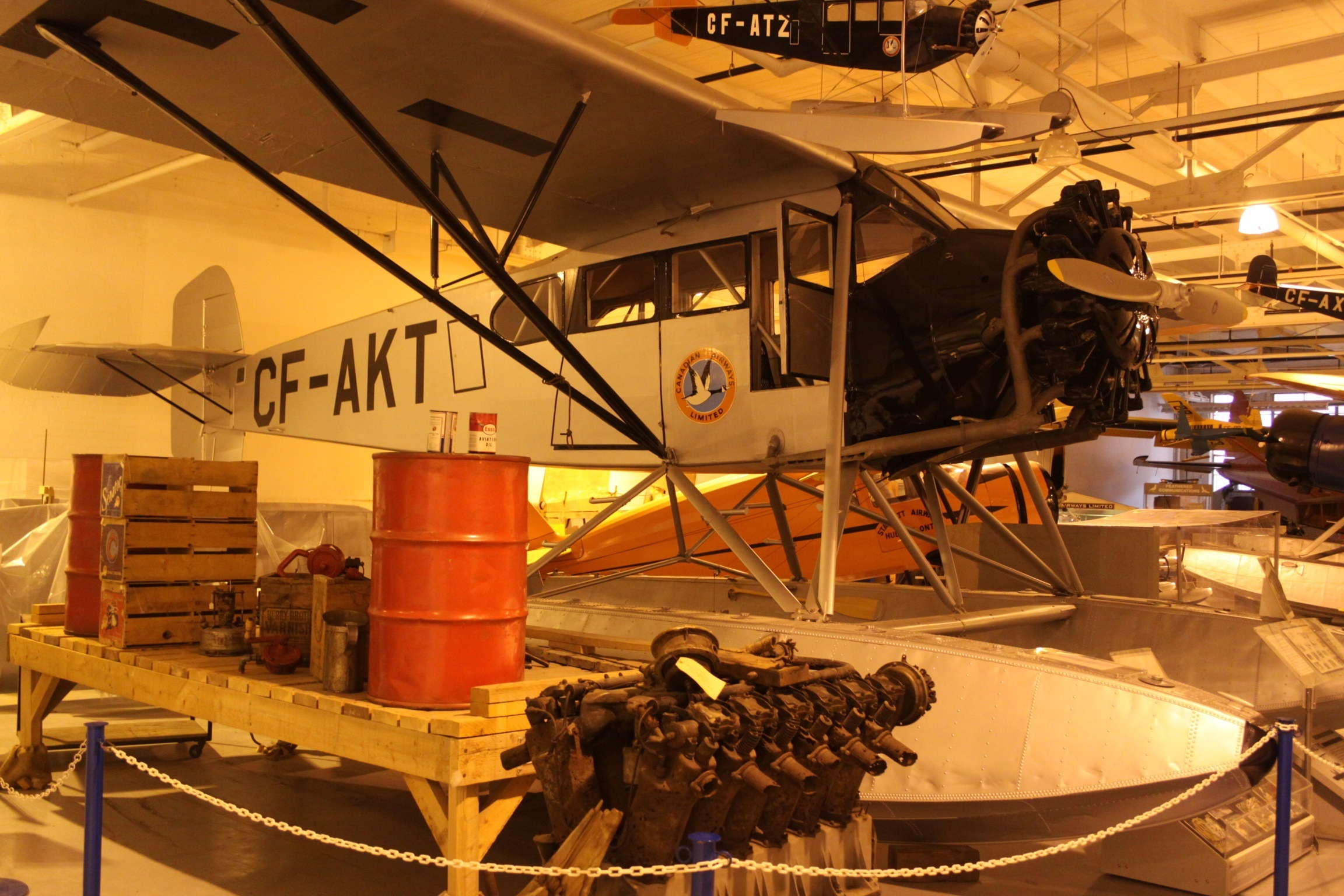
Die Fairchild 71C war die in Kanada gefertigte Zivilversion des Flugzeugtyps.

Im Jahr 1927 hatte die Fairchild Aircraft Manufacturing mit der fünfsitzigen Fairchild FC-2 ihr erstes Serienflugzeug auf den Markt gebracht. Aus der Maschine ging Anfang 1928 die gestreckte Version FC-2W2 hervor, aus welcher die Fairchild 71 entstand. Alle flugrelevanten Baugruppen wurden nahezu unverändert von der FC-2W2 übernommen, der hintere Rumpfquerschnitt aber etwas abgerundet. Die Fairchild 71 erhielt eine stärkere Ausführung des Neunzylinder-Sternmotors Pratt & Whitney R-1340 Wasp mit einer Leistung von 313 kW (420 PS), vergrößerte Einstiegstüren sowie eine neue Kabinenausstattung. Die Maschine war zur Beförderung von sechs Fluggästen mit Gepäck gedacht. Die Passagiersitze ließen sich leicht ausbauen, wodurch sie auch als reines Frachtflugzeug nutzbar war.
Die Fairchild 71 wurde ab Frühjahr 1928 vom US-amerikanischen Werk im Farmingdale produziert und unter anderem an Clifford Ball Airline, Mexicana de Aviación und Pacific Alaska Airways verkauft. Werkseitig waren auch Versionen mit Schnee- oder Schwimmkufen erhältlich. Fairchild ersetzte das angebotene Grundmodell im Jahr 1930 durch die Version 71A, welche eine modernisierte Innenausstattung besaß und deren Tragflächen um einige Grad nach hinten gepfeilt waren. Sechs dieser Flugzeuge wurden vom United States Army Air Corps erworben und als Bildaufklärer unter der militärischen Bezeichnung F-1A  in Dienst gestellt. Aufgrund der geringen Verkaufszahlen in den USA lief die Fertigung in Farmingdale noch im selben Jahr aus.
Fairchild Aircraft Manufacturing hatte im Jahr 1929 die kanadische Tochtergesellschaft Fairchild Aircraft Ltd. gegründet, deren Werk in Longueuil (Québec) im Sommer 1930 eröffnet wurde und die Produktion der Fairchild 71 für den kanadischen Markt fortsetzte. Die erste dort gefertigte Version war die 71B, welche von der Royal Canadian Air Force (RCAF) für Landesvermessungsflüge und zur Anfertigung von Luftbildaufnahmen bestellt worden war. Sie erhielt eine für diese Aufgaben angepasste spezielle Inneneinrichtung. Die kanadische Version 71C entsprach der US-amerikanischen Fairchild 71 und wurde als kommerzielles Transportflugzeug zur Personen- sowie Frachtbeförderung angeboten, bis die kanadische Fertigung des Flugzeugtyps etwa am Jahresende 1932 auslief.
Im Jahr 1933 begann die kanadische Fairchild Aircraft Ltd. mit der Entwicklung der Super 71, eines Wasserflugzeugs, das bis auf die Typenbezeichnung nur wenig Gemeinsamkeiten mit der ursprünglichen Grundversion hatte. Das Flugzeug besaß einen 520 PS (388kW) starken Wasp-Motor, verlängerte Tragflächen sowie einen völlig neu gestalteten ovalförmigen Rumpf aus Leichtmetall, wobei das Cockpit hinter die Tragflächen verlegt wurde.
Der Prototyp absolvierte am 31. Oktober 1934 seinen Erstflug und wurde im Mai 1935 von Canadian Airways in Dienst gestellt. Anfang 1936 erhielt die RCAF zwei modifizierte, als Super 71P bezeichnete Maschinen, deren Cockpit vor den Tragflächen lag und deren Kabinen zur Anfertigung von vertikalen Luftbildaufnahmen umgestaltet wurden.

## Konstruktion
Die Fairchild 71 war aus der Fairchild FC-2W2 abgeleitet worden und wie diese ein Hochdecker mit abgestrebten Tragflächen. Sie besaß ein starres Hauptfahrwerk mit Hecksporn und wurde standardmäßig von einem Neunzylinder-Sternmotor des Typs Pratt & Whitney R-1340 Wasp angetrieben, der 313 kW (420 PS) leistete.
Der Rumpf bestand aus einer geschweißten Stahlrohr-Konstruktion mit Stoffbespannung. Den Grundrahmen der Kabine, die von innen mit Holz ausgekleidet war, bildeten vier Metallholme. Die Kabine ragte nach hinten leicht über die Tragflächenwurzel hinaus. Sie war für einen Piloten und sechs Passagiere mit Gepäck ausgelegt. Die Sitze ließen sich zur Frachtbeförderung leicht ausbauen. Die Fairchild 71 besaß beidseitige Einstiegstüren und vier Kabinenfenster pro Seite, wobei die hinteren Fenster im Gegensatz zur FC-2W2 abgerundet waren. Die Tragflächen, einschließlich der Flügelholme sowie der Beplankung, waren komplett aus Holz gefertigt und mit Stoff bespannt. Sie ließen sich seitlich nach hinten umklappen, so dass die Maschinen auch in kleinen Hangars abgestellt werden konnten. Im Gegensatz zu den US-amerikanischen Flugzeugen wurden die in Kanada gefertigten Maschinen zumeist mit Schwimmkufen ausgeliefert.

## Versionen

### US-amerikanische Versionen

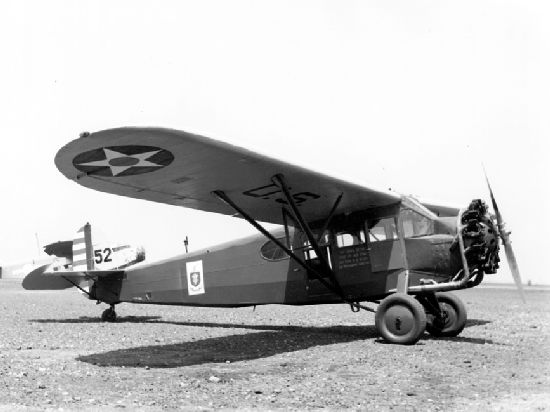
Eine der acht Fairchild YF-1, die vom USAAC erworben wurden.

Im US-amerikanischen Fairchild-Werk auf dem Flugplatz Farmingdale bei New York wurden von Frühjahr 1928 bis etwa Ende 1930 folgende Baureihen gefertigt:
71aus der Fairchild FC-2W2 entwickelte Grundversion eines Mehrzweckflugzeug zum Transport von sechs Fluggästen und/oder Fracht, ausgerüstet mit einem Neunzylinder-Sternmotor des Typs Pratt & Whitney R-1340 Wasp, der 313 kW (420 PS) leistete.
71Amodifizierte Grundversion der Fairchild 71 mit geänderten Tragflächen, die um einige Grad nach hinten gepfeilt waren; die Version wurde im Jahr 1930 in geringer Stückzahl produziert.
XC-8Bezeichnung für eine vom United States Army Air Corps (USAAC) zur Erprobung als Transportflugzeug erworbene Fairchild 71; sie wurde ab den 1930er-Jahren für Luftaufnahmen eingesetzt und bekam die Bezeichnung XF-1.
YF-1Bezeichnung für acht vom USAAC zur Erprobung als Aufklärungsflugzeuge in Dienst gestellte Fairchild 71.
F-1ABezeichnung für sechs Fairchild 71A, die als Aufklärungsflugzeuge vom USAAC erworben wurden.
C-8neue USAAC-Bezeichnung für die insgesamt neun Flugzeuge der Versionen YF-1 (acht Maschinen) und XF-1 (eine Maschine), nachdem diese in neuer Funktion für Transportzwecke genutzt wurden.
C-8Aneue USAAC-Bezeichnung für ihre sechs F-1A.
XJ2Q-1eine zur Erprobung von der US Navy erworbene Fairchild 71; sie bekam später die Bezeichnung R2Q-1.

### Kanadische Versionen

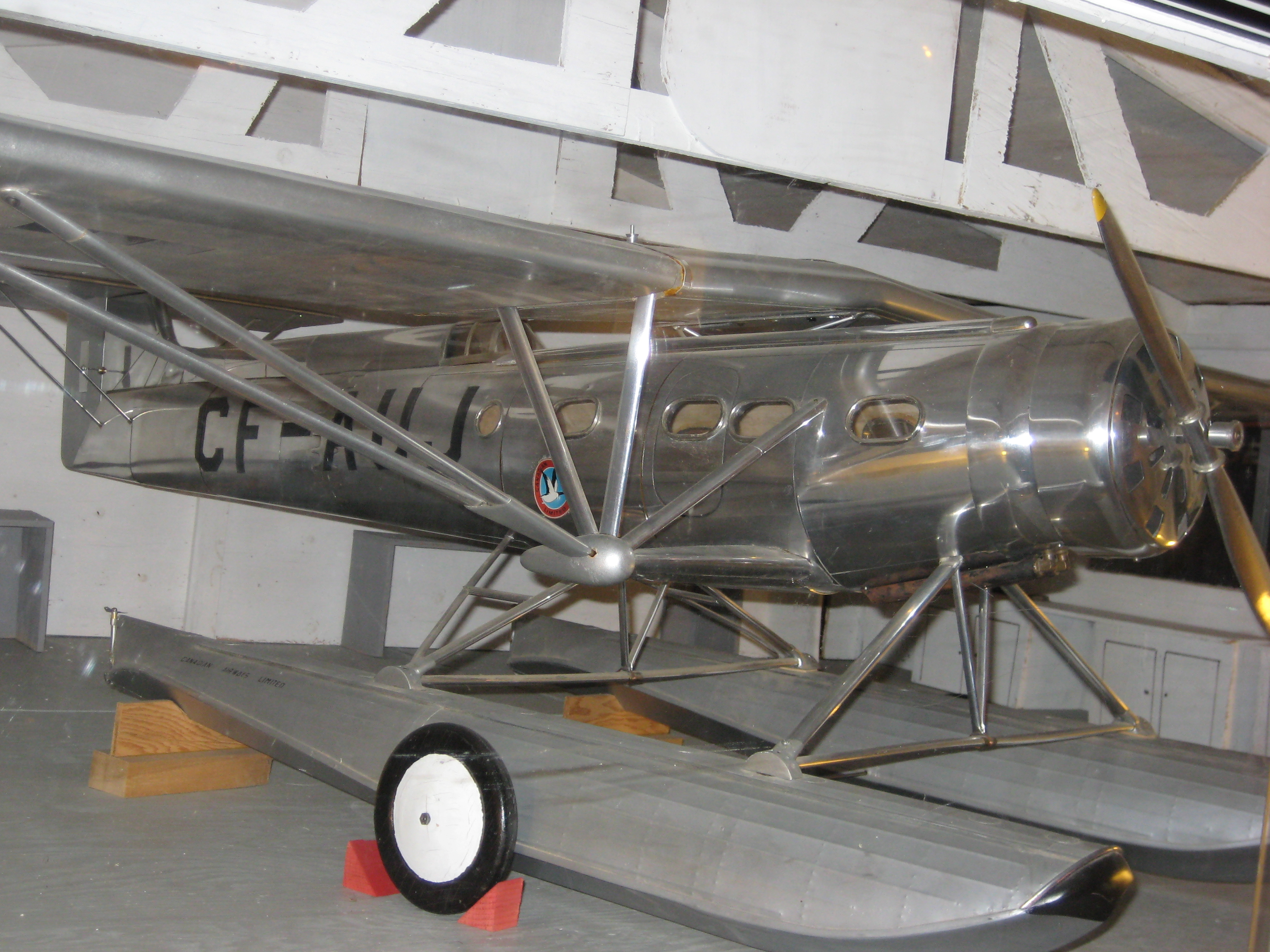
Der restaurierte Prototyp der Fairchild Super 71, dessen Cockpit hinter den Tragflächen lag.

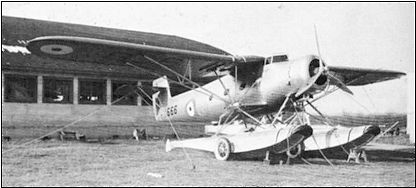
Eine der zwei Fairchild Super 71P, die Anfang 1936 an die RCAF ausgeliefert wurden.

Von der in Longueuil ansässigen kanadischen Tochtergesellschaft Fairchild Aircraft Ltd. wurden von Juli 1930 bis etwa Ende 1932 insgesamt rund 70 Flugzeuge der Versionen 71B und 71C sowie von Oktober 1934 bis Anfang 1936 eine Fairchild Super 71 und zwei Super 71P gefertigt:
71Bauf dem Grundmodell Fairchild 71 basierend, gebaut für die Royal Canadian Air Force (RCAF) mit spezieller Kabinenausstattung, um die Maschinen für Landesvermessungsflüge und zur Luftfotografie zu nutzen.
71Ckanadische Zivilversion, basierend auf der US-amerikanischen Fairchild 71.
71CMbasierend auf der 71C, aber mit metallverkleideten Rumpf, ein umgebautes Flugzeug.
Super 71Prototyp eines vom kanadischen Tochterunternehmen neu entwickelten Wasserflugzeugs, der am 31. Oktober 1934 seinen Erstflug absolvierte und im Mai 1935 seine zivile Zulassung erhielt. Die für acht Passagiere ausgelegte Maschine hatte einen Motor des Typs Pratt & Whitney R-1340 Wasp mit 388 kW (520 PS), metallverkleidete Tragflächen mit vergrößerter Spannweite und einen längeren ovalförmigen Rumpf, der komplett aus Leichtmetall gefertigt war. Das Cockpit lag oberhalb der Kabine hinter den Tragflächen. Um die Maschine auch als Frachtflugzeug nutzen zu können, besaß sie ausbaubare Passagiersitze und eine Ladeluke auf der linken Rumpfseite.
Super 71Pzwei auf der Super 71 basierende Flugzeuge, die Anfang 1936 für die RCAF gebaut und von dieser zur Anfertigung von Luftbildern eingesetzt wurden. Im Gegensatz zur Super 71 befand sich das Cockpit auf der Rumpfoberseite vor den Tragflächen, wodurch der Pilot eine deutlich bessere Sicht hatte. Hierzu wurde die Kabine entsprechend umgebaut. Die Maschinen besaßen Wasp-Motoren mit einer Leistung von 600 PS, die sich aber im Flugbetrieb als störungsanfällig erwiesen und zur Überhitzung neigten.

## Technische Daten

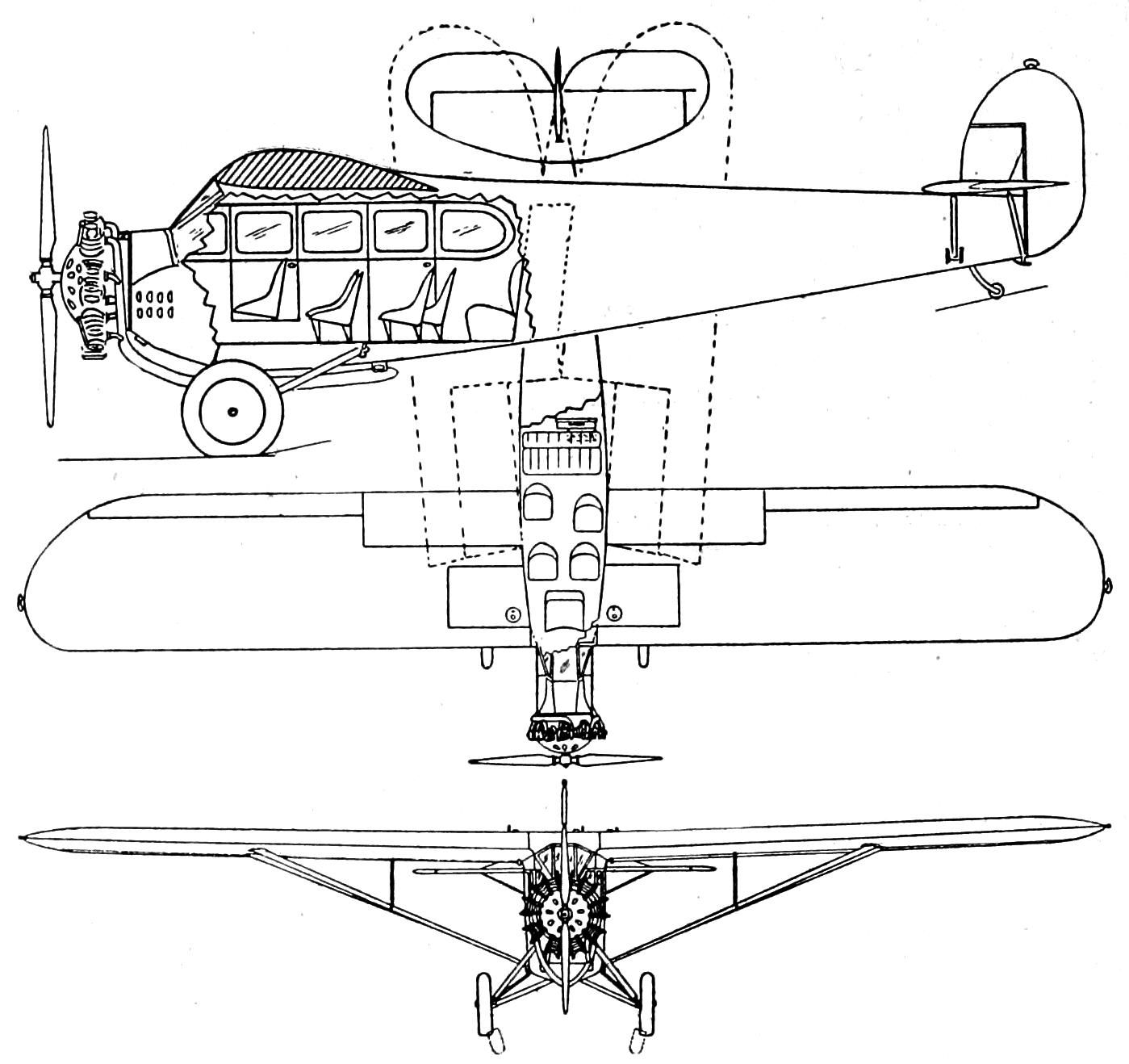
Dreiseitenriss

| Kenngröße             | Fairchild 71                                                                | Fairchild Super 71P                                                         |
| --------------------- | --------------------------------------------------------------------------- | --------------------------------------------------------------------------- |
| Besatzung             | 1                                                                           | 1                                                                           |
| Passagiere            | 6                                                                           | 8                                                                           |
| Länge                 | 10,01 m                                                                     | 11,02 m                                                                     |
| Spannweite            | 15,39 m                                                                     | 17,67 m                                                                     |
| Höhe                  | 2,84 m                                                                      | 3,20 m                                                                      |
| Flügelfläche          | 28,76 m²                                                                    | 34,56 m²                                                                    |
| Leermasse             | 1438 kg                                                                     | 2126 kg                                                                     |
| max. Startmasse       | 2724 kg                                                                     | 3219 kg                                                                     |
| Reisegeschwindigkeit  | 170 km/h                                                                    | 192 km/h                                                                    |
| Höchstgeschwindigkeit | 212 km/h                                                                    | 228 km/h                                                                    |
| Dienstgipfelhöhe      | 3353 m                                                                      | 5791 m                                                                      |
| Reichweite            | 1314 km                                                                     | 1288 km                                                                     |
| Triebwerk             | ein Pratt & Whitney R-1340 Wasp Neunzylinder-Sternmotor mit 313 kW (420 PS) | ein Pratt & Whitney R-1340 Wasp Neunzylinder-Sternmotor mit 441 kW (600 PS) |